# Klaus Becker (militar)
Klaus Becker (29 de abril de 1920 -  7 de novembro de 1991) foi um comandante de U-Boot que serviu na Kriegsmarine durante a Segunda Guerra Mundial.

## Carreira

### Patentes
| Offiziersanwärter    | 15 de setembro de 1939 |
| Fähnrich zur See     | 1 de julho de 1940     |
| Oberfähnrich zur See | 1 de julho de 1941     |
| Leutnant zur See     | 1 de março de 1942     |
| Oberleutnant zur See | 1 de outubro de 1943   |

### Condecorações
| Badge de Feridos em Preto          | 4 de outubro de 1940   |
| Badge de Guerra dos U-Boots (1939) | 18 de novembro de 1942 |
| Cruz de Ferro 2ª Classe            | 18 de novembro de 1942 |
| Cruz de Ferro 1ª Classe            | 27 de outubro de 1943  |
| Claps do Fronte U-Boot             | 19 de outubro de 1944  |

### Patrulhas
|       | U-Boot | Partida                 | Partida    | Chegada                 | Chegada    | Dias    |
| ----- | ------ | ----------------------- | ---------- | ----------------------- | ---------- | ------- |
|       | U-260  | 22 de julho de 1944     | Lorient    | 23 de julho de 1944     | Lorient    | 2 dias  |
| 1     | U-260  | 7 de agosto de 1944     | Lorient    | 13 de agosto de 1944    | La Pallice | 7 dias  |
| 2     | U-260  | 3 de setembro de 1944   | La Pallice | 17 de outubro de 1944   | Bergen     | 45 dias |
|       | U-260  | 19 de outubro de 1944   | Bergen     | 25 de outubro de 1944   | Flensburg  | 7 dias  |
|       | U-260  | 9 de fevereiro de 1945  | Kiel       | 13 de fevereiro de 1945 | Horten     | 5 dias  |
| 3     | U-260  | 18 de fevereiro de 1945 | Horten     | 12 de março de 1945     | Afundado   | 23 dias |
| Total | Total  | Total                   | Total      | Total                   | Total      | 86 dias |